# Sztuka etruska

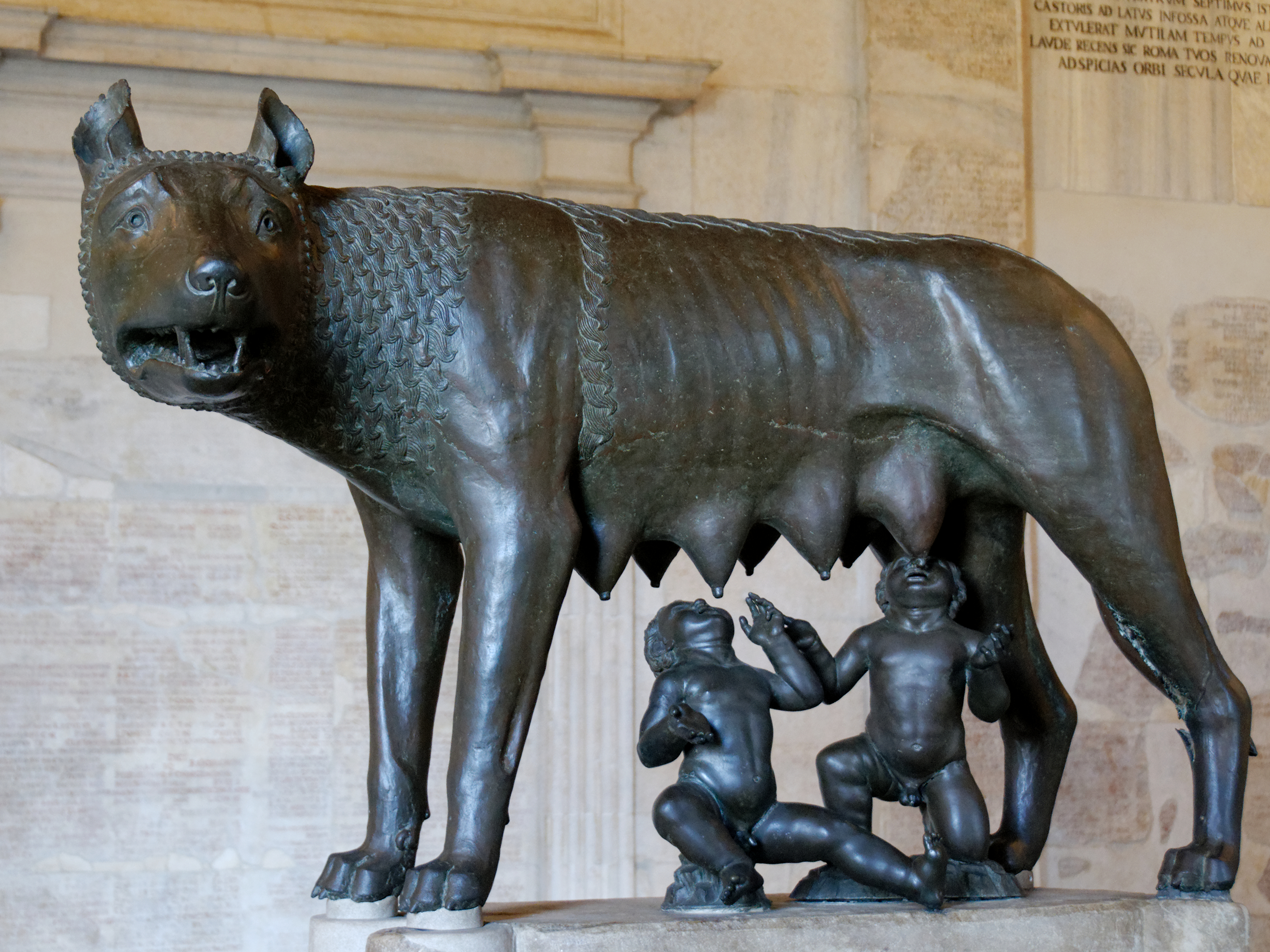
Wilczyca kapitolińska – rzeźba przypisywana Etruskom. Figurki Remusa i Romulusa zostały dodane w XV w.

Sztuka etruska – sztuka ludu Etrusków, zamieszkującego środkową część Italii położoną nad Morzem Tyrreńskim (obszar dzisiejszej Toskanii) od X do I w. p.n.e. (Rzymianie podbili Etrurię w III w. p.n.e.). Rozkwit cywilizacji przypada na okresy VII – VI w. p.n.e. oraz IV – III w. p.n.e. Największymi ośrodkami twórczości były: Tarquinia (Tarkwinia), Caere (Cerveteri), Clusium (Chiusi), Veii (Weje), Vulci (Wulczi). Początki miast sięgają kultury Villanova, rozwijającej się na tych terenach w epoce żelaza, w okresie od IX do VIII w. p.n.e. Zachowały się tylko ślady etruskich miast oraz zabytki architektury sepulkralnej (związanej z kultem zmarłych) i sakralnej oraz wyroby rzemieślnicze.
Chronologicznie najważniejszymi okresami rozwoju sztuki etruskiej był okres VI w. p.n.e., kiedy kształtowały się oryginalne, etruskie formy artystyczne oraz czasy pomiędzy III w. p.n.e. a II w. p.n.e., kiedy oryginalna sztuka etruska wzbogaciła się o wpływy sztuki greckiej, promieniujące z miast Wielkiej Grecji.

## Okres początkowy
W okresie schyłku kultury tzw. protowillanowiańską związaną z epoką brązu i bezpośrednio po niej następującej kultury willanowiańskiej nastąpiło znaczne zróżnicowanie tempa rozwoju osiedli położonych na terenie Etrurii. Najszybciej rozwinęły się ośrodki położone pomiędzy rzekami Arno a Tybrem. Na terenach tych natrafiono na pozostałości kamiennych budowli na planie prostokąta z wejściem poprzedzonym niewielkim portykiem. Na terenach sąsiednich, w warstwach archeologicznych datowanych na ten sam okres, odnaleziono ślady niewielkich chat z pali, chrustu i gliny. W miejscach pochówku natrafiono na groby szybowe, w których chowano prochy zmarłych w dwustożkowych popielnicach. Pod koniec okresu protowillanowiańskiego zaczęto nakrywy popielnic przykrywać hełmem z brązu lub gliny. Był to początek rozwoju form antropomorficznych, z których powstała kanopa. Na ten okres datowane są też pierwsze tumulusy (kurhany), nakrywające kilka sąsiednich grobów. Ceramika była lepiona bez użycia koła garncarskiego, ozdobiona rytymi ornamentami geometrycznymi. Z późniejszego okresu willanowiańskiego pochodzą naczynia z uchwytami w kształcie głów zwierzęcych, figurki przedstawiające ludzi i zwierzęta. W ornamentyce motywy geometryczne przeplatają się z motywami roślinnymi. Koniec VIII w. p.n.e. to czas kolonizacji greckiej na południu półwyspu i wpływu tej kultury na sztukę etruską. Rozwój handlu spowodował napływ wyrobów pochodzenia syryjskiego, egipskiego i fenickiego. Ujednolicenie stylistyczne nastąpiło pod koniec VII w. p.n.e.

## Architektura

Skrzydlate konie z uprzężą, płaskorzeźba z terakoty, sztuka etruska z epoki hellenistycznej (pozostałości Świątyni Ołtarza Królowej, obecnie w Palazzo Vitelleschi w Tarquinia)

Głównym materiałem używanym w budownictwie była cegła i drewno. Kamień stosowano przede wszystkim w budowlach obronnych, natomiast terakotę do ozdoby.
Rzymski teoretyk architektury z I w. p.n.e. Witruwiusz podkreślał wpływ budownictwa etruskiego na architekturę rzymską. Zachowane pozostałości miast to przede wszystkim ślady siatki ulic orientowanych według stron świata, urządzeń wodnych i kanalizacyjnych. Pozwalają one wnioskować o wysokim poziomie urbanistyki, wzorowanym na kulturze greckiej i wschodniej. Domy wznoszone na początku VII w. p.n.e. budowane były na planie prostokąta. Fundamenty wykonywano z otoczaków lub bloków kamiennych, ściany z suszonej cegły wzmacniano drewnianymi palami. Dach o konstrukcji z drewna kryty był terakotowymi dachówkami. Domy zdobiono płytkami z terakoty. Na przełomie VII i VI w. p.n.e. dom etruski rozbudowany został wszerz, wzdłuż znajdującego się przed nim dziedzińca. Trójdzielne wnętrza składały się z umieszczonego pośrodku większego pomieszczenia i dwóch bocznych o mniejszej powierzchni. Pod wpływem kultury greckiej dom mieszkalny w IV w. p.n.e. uległ przekształceniu. W tym okresie domy budowano na planie prostokąta, z szeregiem pomieszczeń wokół częściowo przekrytego dachem atrium. Fundamenty były wykonywane z kamienia, a dwuspadowe dachy kryte były dachówką i zdobione terakotą. Do ok. II w. p.n.e. atrium zmieniało się, upodabniając się coraz bardziej do reprezentacyjnej izby z funkcją komunikacyjną.
Zabytki sakralne (świątynie etruskie) znane są z wykopalisk (Orvieto, Senguia, Faleria Vecchia), terakotowych modeli oraz opisów literackich. Przy budowie świątyń, pod wpływem porządku doryckiego wykształcił się porządek toskański. Jedynie w porcie Caere (Cerveteri) w Pyrgi odkryto pozostałości świątyni poświęconej bogini Thesan-Leukotei pochodzącej z ok. 460 p.n.e. Świątynia została wzniesiona na niskim, kamiennym podium. Boki pronaosu zamknięte są antami, a dach wsparty był na trzech rzędach kamiennych kolumn. Wnętrze na trzy nawy dzieliły ściany zbudowane z suszonych cegieł i wykończone tynkiem. Zdobione było polichromowanymi rzeźbami i terakotowymi fryzami. Typowa świątynia etruska wznosiła się na wysokim podium i była oparta na zasadzie kompozycji frontalnej. Jeden z krótszych boków stanowił główną fasadę i był ozdobiony głębokim portykiem. Z pozostałych stron świątynia była zamknięta pełnym murem. Cella – pomieszczenie wewnętrzne – dzieliła się na trzy części, każde poświęcone innemu bogu. Wewnętrzne ściany zdobiła jaskrawa polichromia, dekoracje malarskie i rzeźbiarskie.

## Architektura sepulkralna

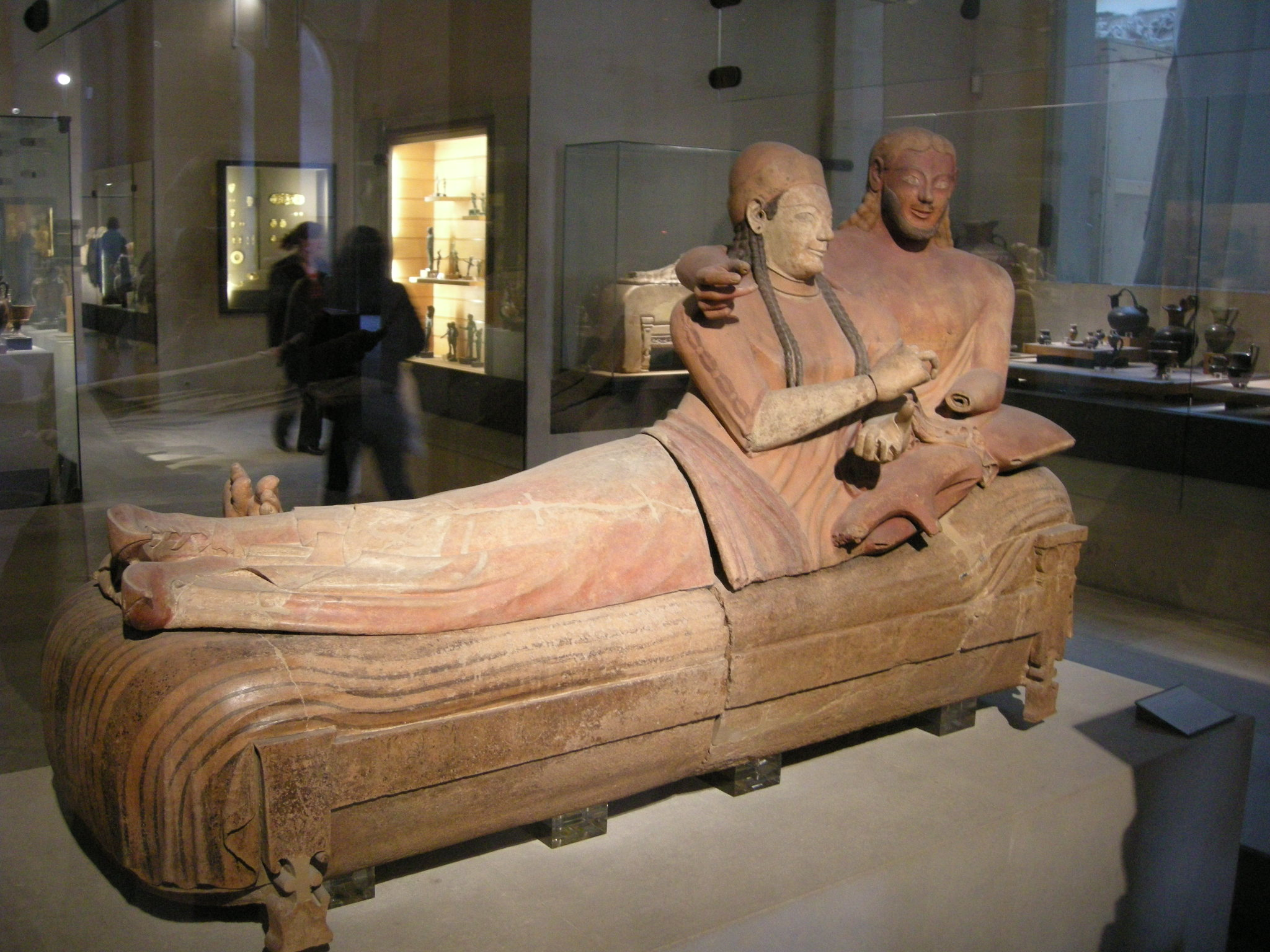
Sarkofag małżonków z Cerveteri, VI w. p.n.e.

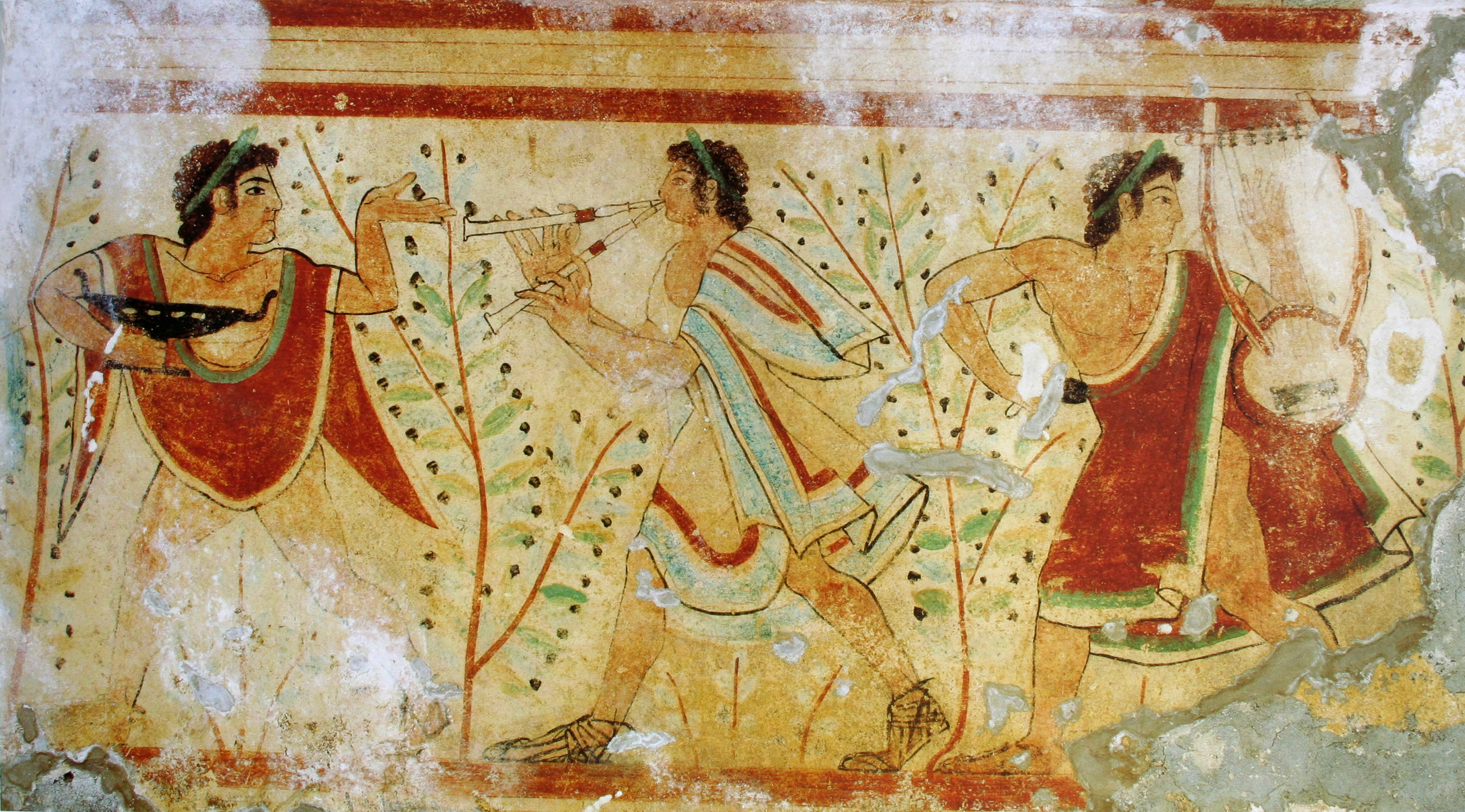
Fresk z muzykantami w grobie lampartów, Nekropola Monterozzi, Tarquinia, ok. 500 p.n.e.

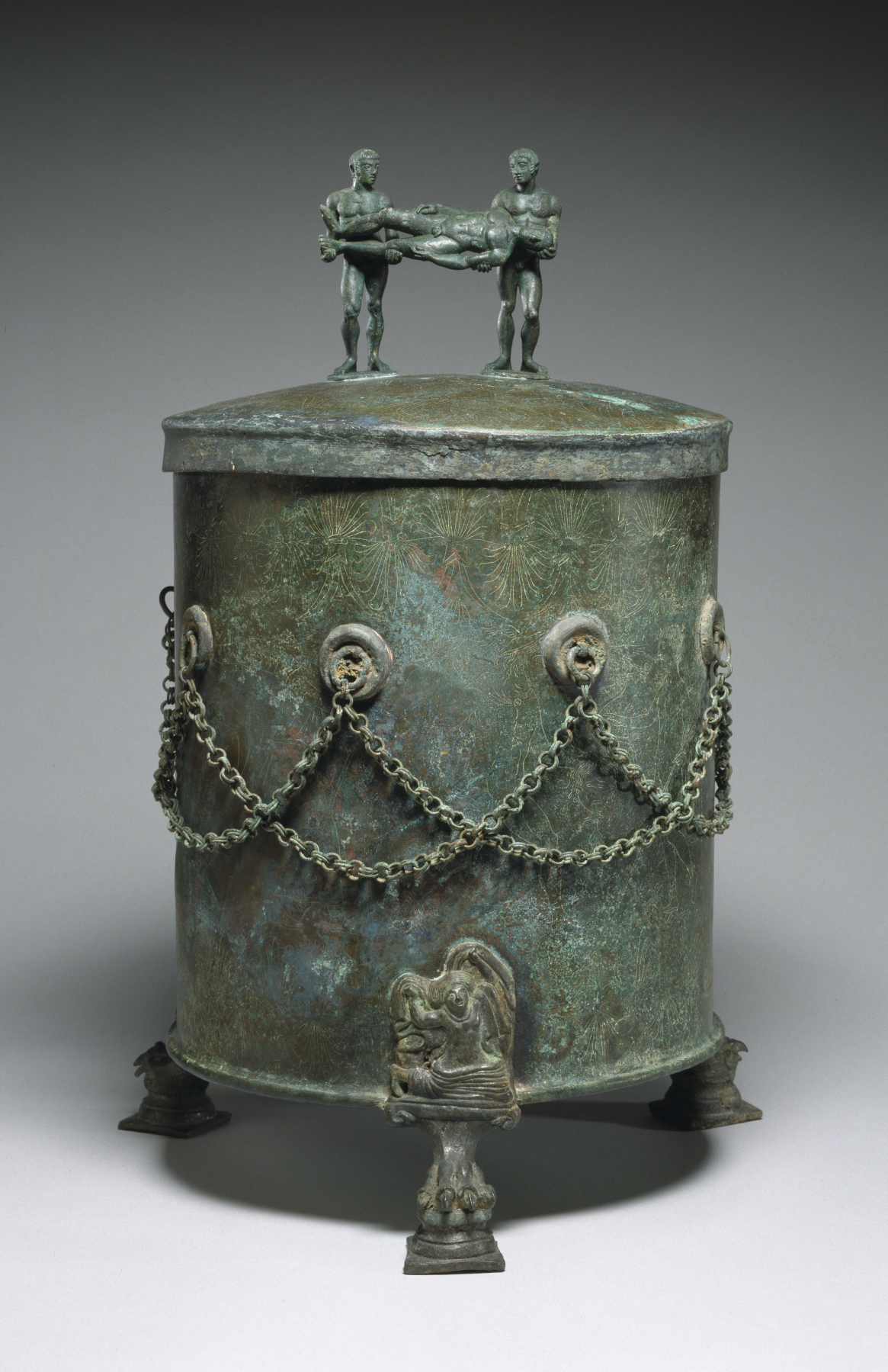
Naczynie (cista), IV w. p.n.e.

Najlepiej zachowanymi etruskimi konstrukcjami architektonicznymi są grobowce. Na północy Etrurii dominowała forma grobu tolosowego, zbudowanego z bloków kamiennych, pod którymi umieszczano komorę grobową i dromos. Groby tolosowe na południu Etrurii, w pobliżu Caere są wykute w skale tufowej. Komory grobowe były często odbiciem wnętrza domu, bogato zdobione dekoracją rzeźbiarską i malarską (najciekawsze malowidła zostały odnalezione w Tarkwinii). W VI i V w. p.n.e. malowidła podkreślały architekturę krypty. Farby nakładano na bloki wapienne lub warstwę tynku. Freski miały układ pasowy, w górnych partiach umieszczano figury dekoracyjne, przeważnie zwierzęta, niżej malowano sceny rodzajowe z przedstawieniem zmarłego. Wyposażenie komór grobowych również naśladowało wyposażenie domów mieszkalnych (np. w grobach odkrytych w Caere). Charakterystyczne są urny w kształcie domu i urny zwieńczone pokrywą z rzeźbioną głową zmarłego. Etruskowie do wykonywania rzeźb używali gliny (koroplastyka) i metalu (toreutyka), najczęściej brązu. Najstarsze z zachowanych to wykonane z brązu maski pośmiertne zakładane na urny z prochami z VIII – VII wieku p.n.e., później głowy z terakoty na pokrywach urn (kanopa) i wreszcie w VI – II w. p.n.e. całe postacie zmarłych na pokrywach urn i sarkofagach.

## Rzeźba
Rozkwit rzeźby etruskiej przypada na VI w. p.n.e. Najsłynniejszym znanym z nazwiska etruskim rzeźbiarzem był pracujący w Veri mistrz Wulka, autor terakotowego posągu Apolla z Wej. Posąg prawdopodobnie był jednym z elementów rzeźby grupowej dekorującej fronton świątyni. Znaczące miejsce w rzeźbie etruskiej zajmuje portret związany z kultem zmarłych. Na wieku urny umieszczano zwykle portret zmarłego. Charakterystycznym rodzajem rzeźby są terakotowe sarkofagi z postaciami zmarłych. W VI w. p.n.e. doskonałość również osiągnęła obróbka brązu. Zaczęto stosować grawerowanie, cyzelowanie i gizerowanie. Jednym z najsłynniejszych dzieł jest słynna rzeźba Wilczycy kapitolińskiej.

## Malarstwo
Malarstwo etruskie jest najlepiej zachowaną dziedziną sztuki etruskiej. Liczne freski figuralne zdobiły wnętrza grobowców. Najstarsze, pochodzące z VII i VI w. p.n.e. są w stylu orientalnym. Ich tematyką są sceny rodzajowe i z mitów greckich. Barwne malowidła z postaciami o zaznaczonym konturze i zróżnicowanej kolorystyce w zależności od płci (dla kobiet zarezerwowano barwę białą, dla mężczyzn brunatną).

## Rzemiosło
Podstawowym surowcem w rzemiosłach artystycznych była glina i metal. Wśród wyrobów ceramicznych do V w. p.n.e. dominują wazy zdobione ornamentami plastycznymi o geometrycznej formie, pokostowane, o czarnym połysku tzw. bucchero nero. Naczynia tego typu wyrabiano z wędzonej gliny. Najsławniejszym ośrodkiem produkcji ceramicznej było Clusium. Przedmioty użytkowe wyrabiano z brązu: dzbany, kandelabry, aplikacje sprzętów, biżuterię, amulety, a nawet podeszwy sandałów. Przedmioty jubilerskie z metali szlachetnych formowano z maleńkich kuleczek (technika granulacji) lub cienkiego drucika (technika filigranu). Sporo wyrobów rzemiosła etruskiego zdołało przetrwać, przede wszystkim dzięki rzymskiemu kolekcjonerstwu.